# Kyste du tractus thyréoglosse
 (juin 2016).
Si vous disposez d'ouvrages ou d'articles de référence ou si vous connaissez des sites web de qualité traitant du thème abordé ici, merci de compléter l'article en donnant les références utiles à sa vérifiabilité et en les liant à la section « Notes et références ».

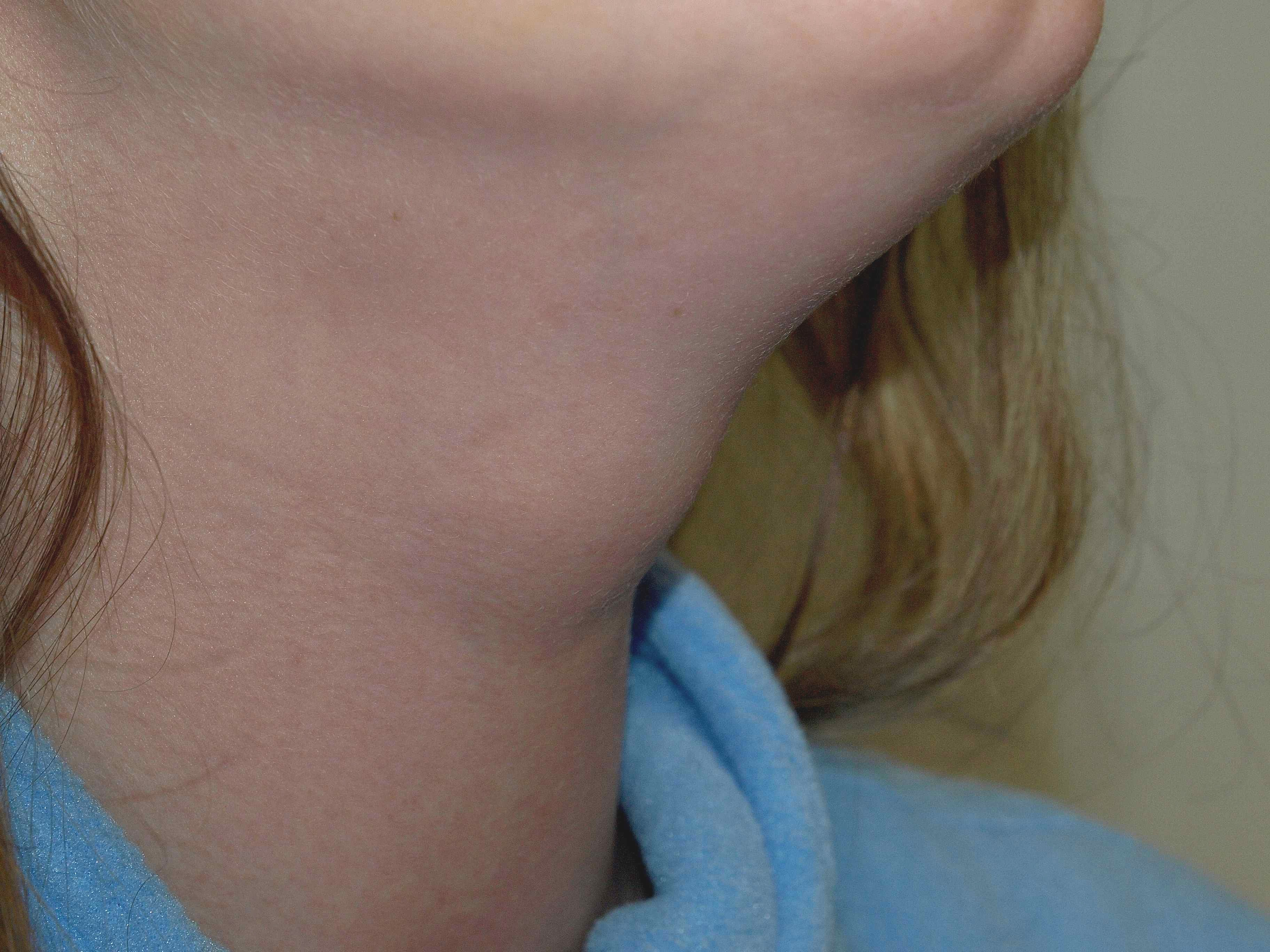
Vue externe.

Le kyste du tractus thyréoglosse (KTT) est le plus fréquent des kystes du cou, représentant près de 70 % des anomalies congénitales de cette région anatomique. Il apparaît comme le résultat d'une migration et d’un développement anormal de la thyroïde durant les premières semaines de gestation.
C’est un kyste résiduel apparaissant sur le trajet de migration de la thyroïde de la base de la langue (foramen caecum) à sa position basi-cervicale antérieure.
Le KTT se manifeste dans 50 % des cas avant l’âge de 20 ans. La principale complication du KTT est l’infection, alors que la transformation maligne semble exceptionnelle.

## Présentation clinique
Le KTT apparaît classiquement au décours d’une surinfection entraînant une augmentation brutale du volume. Il est alors observé une tuméfaction arrondie, lisse, médiane, ferme et fixée aux plans profonds. Il est mobile à la déglutition du fait de ses adhérences à l’os hyoïde.

## Examen paraclinique

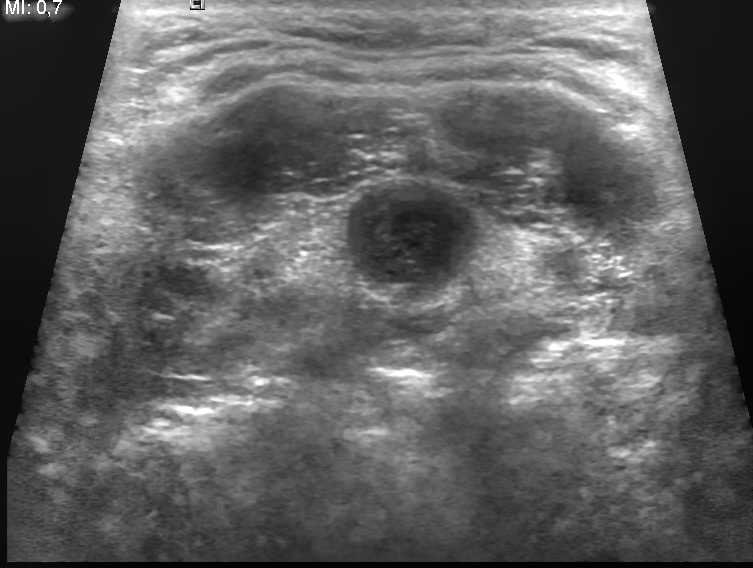
Vue d'un KTT en échographie.

L’échographie est l’examen de choix car facile d’accès, peu coûteux et non irradiant (en particulier chez l’enfant). Elle retrouve une masse arrondie, anéchogène, aux parois lisses. Elle vérifie également la bonne position de la thyroïde.

## Traitement
La chirurgie est nécessaire du fait du risque de récidive infectieuse et de transformation maligne. Elle est réalisée sous anesthésie générale, à distance d’un épisode infectieux. Elle consiste en une incision cutanée cervicale horizontale (dans un pli du cou) et résèque l’ensemble du tissu thyroïdien résiduel depuis la thyroïde jusqu’à la base de langue en enlevant la partie centrale de l’os hyoïde. Un drain est parfois nécessaire en post-opératoire.